# バリ朝! 土曜日
バリ朝!土曜日（バリあさ!どようび）は宮崎放送（MRTラジオ）で2008年4月から土曜8:30 - 11:00に放送されているワイド番組である。

## 概要
- MRTスーパーワイドバリッと朝 → フレッシュAM!もぎたてラジオの土曜版として、2008年4月より、放送開始した。トークを軸に音楽、ニュース、天気予報、交通情報、催し情報などの放送を行ってる。

## 放送時間
土曜日 8:30～11:00

## 出演者
- 高瀬みち子（宮崎放送アナウンサー）
- 前田晶子（元宮崎放送アナウンサー、ニュース担当）

## タイムスケジュール
- 8:30 オープニング
- 8:35 お出かけ情報
- 8:45 奥さま時間ですよ
- 8:55 mrtニュース
- 9:05 交通情報
- 9:15 綾ラジオ畑　パーソナリティ園田潤子（宮崎放送元アナウンサー）
- 9:30 カフェ・ド・ミチコ
- 9:55 mrtニュース
- 10:06 こっそり教えてほかない日記
- 10:20 トヨタプレゼンツ　辻よしなりの「週末アソビナビ」
- 10:35 シネコンインフォ
- 10:45 mrtニュース